# 3 juillet dans les chemins de fer
3 juin 3 août
Chronologies thématiques
- Croisades
- Sports
- Disney

Cette page concerne les événements qui se sont déroulés un 3 juillet dans les chemins de fer.

## Événements

### XIXesiècle
- 1881 : en France, ouverture de la ligne de Neuilly-la-Forêt à Isigny-sur-Mer.

### XXesiècle
- 1926 : en France, en Seine-et-Oise, à la bifurcation entre Poissy et Achères (Yvelines), l'express Le Havre-Paris déraille sur un aiguillage, faisant 18 morts et 67 blessés. Les causes sont alors déclarées accidentelles (météorologiques), bien que l'aiguillage incriminé fût en travaux.
- 1938 : en Grande-Bretagne, la locomotive à vapeur Pacific 4468 Mallard établit le record du monde de vitesse ferroviaire en traction vapeur à 202,7 km/h.
- 1994 :
  - en France, ouverture de la gare TGV  de Lyon Saint-Exupéry dans le Rhône.
  - en Azerbaïdjan, un attentat dans le métro de Bakou, entre les deux stations, Guyandjlik et 28 mai. L'explosion, qui se produit dans la deuxième voiture de la rame, provoque la mort de 13 voyageurs et en blesse 42, gravement ou plus légèrement[1].
- 1995 : en Biélorussie, la ligne Avtozavodskaya du métro de Minsk est prolongée de la station Frunzenskaya à la station Pushkinskaya.
- 1996 : aux États-Unis, la fusion de l'Union Pacific et du Southern Pacific est approuvée par le STP (Surface Transportation Board). Le nouvel ensemble constitue l'un des deux plus grands réseaux de chemin de fer des États-Unis avec le BNSF.

### XXIesiècle
- 2004 : en Thaïlande, ouverture de la première ligne du métro de Bangkok.
- 2006 : en Espagne, le déraillement d'une rame de métro à Valence a entraîné la mort d'au moins 41 personnes et en a blessé 40 autres. L'accident, qui s'est déroulé en plein centre-ville, serait dû à une vitesse excessive et à la rupture d'une roue, de source gouvernementale. La ville était en pleine effervescence alors qu'elle doit accueillir ce week-end le pape Benoît XVI. Cet accident est l'un des plus meurtriers de ces dernières décennies dans les métros européens. Le premier ministre espagnol José Luis Rodriguez Zapatero a interrompu sa visite officielle en Inde pour se rendre auprès des victimes.
- 2007 : en France, inauguration officielle du tramway de Marseille (première phase entre les stations Euroméditerranée - Gantès et Les Caillols)[2].
- 2016 : en France, mise en service du second tronçon de la LGV Est européenne, entre Baudrecourt et Vendenheim (devait être réalisée le 3 avril)[3].